# Sankt Athanasios kyrka, Bosilovo
Sankt Athanasios kyrka (makedonska: Црква „Св. Атанасиј“; translitteration: Tsrkva ''Sv. Atanasij'') är en makedonisk-ortodox kyrkobyggnad belägen i byn Bosilovo, i Bosilovo kommun i den statistiska regionen Sydöstra regionen, i östra Nordmakedonien.
Kyrkan är helgad åt Sankt Athanasios och tillhör Strumicas stift.

## Bilder

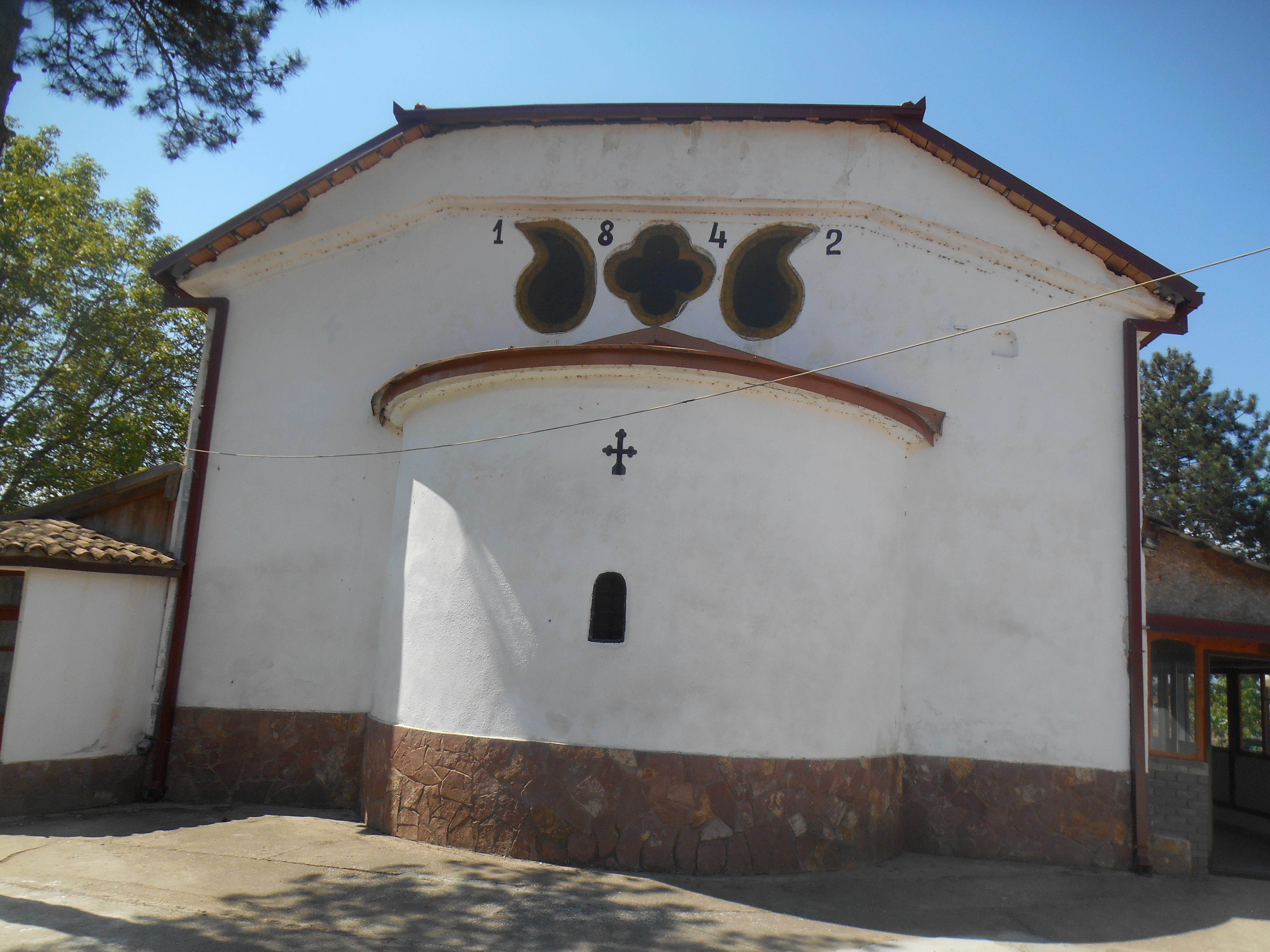
Absiden.